# コロラド戦争
コロラド戦争(Colorado War)は、1863年から1865年までに起きた、アメリカ合衆国とインディアンのゆるい同盟との間で起きた武力紛争。この同盟には、カイオワ、コマンチェ、アラパホ、シャイアンの部族が含まれており、最期の2つは特に密接に同盟国であった。戦争は、コロラド準州のコロラド平原東部を中心に行われ、現在のコロラド州からのインディアンの存在の除去と、特に悪名高いエピソードを含んだ1864年11月のサンドクリークの虐殺として知られる戦争によって、彼らの現在のオクラホマ州への移住をもたらした。
当初合衆国の新聞に大勝利として迎えられた戦いは、後に大量虐殺の野蛮さのひとつとして知られることになった。
結果として起こった議会による、米国陸軍将軍、ジョン・チヴィントンの背任に関する傍聴は、南北戦争の終わりにおけるインディアン戦争の白人側の視点の分岐点となった。1868年、ジョージ・アームストロング・カスターによって率いられた米国陸軍は、アラパホ族とシャイアン族に対して、ウォシタ川の戦いで新たな闘争を開始した。

## 参照
- Atlas of Colorado, Kenneth A. Erickson and Albert W. Smith, Colorado Associated University Press (1985).
- A Colorado History, Carl Ubbeholde, Maxine Benson, Duane A. Smith ISBN 0-87108-923-8, Pruett Publishing, Boulder, Colorado (first edition 1965).